# Hisham ibn 'Abd al-Malik
Hishām ibn ʿAbd al-Malik (691 – 743) è stato un sovrano arabo, califfo omayyade, che governò l'impero islamico per quasi vent'anni.

## Biografia
L'ultimogenito di Abd al-Malik ibn Marwan era di aspetto fisico poco attraente. Hishām b. ʿAbd al Malik (in arabo هشام بن عبد الملك‎?) era strabico e privo delle qualità artistiche e cavalleresche che avevano contraddistinto altri califfi omayyadi. Era anche avaro, ma fu un prudente amministratore e un grande difensore dei valori e degli interessi della Umma.
Sotto il suo califfato, un anno prima della sua morte, fu iniziata la costruzione del Palazzo di Hisham (Khirbat al-Mafjar), un grosso complesso termale presso la città di Gerico, che fu poi completato dal suo successore.
Il suo Califfato fu caratterizzato a occidente dall'esplodere della grande rivolta berbera, dall'irruzione armata nell'area caspiche dei Cazari e, nell'estremo oriente dei domini islamici - regioni della Transoxiana e del Khorasan - dall'invasione dei Turghesh.
Sul fronte interno i problemi, ormai strutturali, furono invece quelli della grave questione dei mawālī che, più di ogni altro problema (rivolte kharigite, dissanguamento dell'apparato militare siriano, disunione del casato omayyade), costituì il vero motivo del successivo crollo omayyade.
Gli succedette al-Walid II ibn Yazid II, nipote e figlio del fratello suo predecessore.